# Port lotniczy Jiayi
Port lotniczy Jiayi (IATA: CYI, ICAO: RCKU) – port lotniczy położony w Jiayi, na Tajwanie. Obsługuje wyłącznie połączenia krajowe. 